# Списък на обекти с човешки произход на извънземни повърхности
 Списък на обекти с човешки произход на Венера
 Списък на обекти с човешки произход на Луната
 Списък на обекти с човешки произход на Марс

## Обекти с човешки произход на тела в Слънчевата система

### Обекти, които са се приземили цялостни
- Апаратът NEAR Shoemaker се приземява на 12 февруари 2001 г. на астероидът Ерос, въпреки че той не е бил проектиран за тази цел.
- Сонда Хюйгенс, спусната от Касини-Хюйгенс, се приземява успешно на Титан, един от спътниците на Сатурн на 14 януари 2005 г. НАСА планира да насочи главния космически апарат към атмосферата на Сатурн, след като мисията свърши. Това има за цел избягването на каквото и да е замърсяване на Титан със земни микроби.
- Върху повърхността на астероидът 25143 Итокава, пада сондата Хаюбуяса на 19 ноември 2005 г.

### Обекти, които са разрушени или изгорели при приземяване
- Космическият апарат Галилео спуска сонда с тегло 339 kg в атмосферата на Юпитер през 1995 г. По време на спускамето с парашут, сондата изгаря както се е очаквало. Самият Галилео остава в орбита до 2003 г., когато е пратен в атмосферата на Юпитер, за да бъде предпазен неговият спътник Европа от заразяване със земни микроорганизми. Смята се, че на Европа има подземен океан.
- Снаряд изстрелян от космическия апарат Дийп импакт удря ядрото на кометата 9P/Tempel на 4 юли 2005 г.

## Обща маса
| Повърхност | Обща маса (kg) |
| Венера     | 22 628         |
| Луна       | 170 996        |
| Марс       | 8053           |
| Ерос       | 487            |
| Итокава    | ?              |
| Юпитер     | 2564           |
| Титан      | 350            |